# 短肋竹蘚
短肋竹蘚（学名：Clastobryopsis brevinervis）为錦蘚科竹蘚屬下的一个种。

## 扩展阅读
- 維基物種上的相關：短肋竹蘚